# 普罗旺斯的埃莉诺
普罗旺斯的埃莉诺（Eleanor of Provence，1223年—1291年6月24日或25日）是英格蘭金雀花王朝國王亨利三世的王后。

## 家庭
埃莉诺生于普罗旺斯地区艾克斯，她是普罗旺斯伯爵雷蒙-貝倫格四世（1198年–1245年）和萨伏依的贝娅特莉丝（1205年–1267年）的次女（他们的4个女儿都成为了王后）。像她的母亲、祖母和姐妹一样，埃莉诺以美貌闻名。1235年6月22日，埃莉诺和英格兰国王亨利三世订婚，那时她12岁。

## 婚姻和后代
1236年1月14日，埃莉诺和亨利三世在坎特伯雷大教堂举行婚礼，在此之前她从未见过亨利，也未涉足于他的王国。婚礼后，同一天内他们赶到伦敦，在威斯敏斯特教堂，埃莉诺加冕为英格兰王后。
埃莉诺和亨利育有5个子女：
1. 爱德华一世（1239年–1307年）, 1254年和卡斯蒂利亚的埃莉诺（1241年–1290年）结婚，拥有后嗣，包括他的继承人爱德华二世；1299年和法兰西的玛格丽特 结婚，拥有后嗣。
2. 瑪格麗特 （1240年–1275年）, 嫁与苏格兰国王亚历山大三世,拥有后嗣。
3. 碧翠絲 （1242年–1275年）, 嫁于布列塔尼公爵约翰二世，拥有后嗣。
4. 愛德蒙 （1245年–1296年）
5. 凯瑟琳（1253年11月25日–1257年5月3日）

埃莉诺的好学、聪慧和善于写诗和她的美貌一样闻名。同时她也是时尚的引领者，不断的从法国引进时装。她经常穿着杂色的紧身外衣，金或银色的腰带，她喜欢装饰着镶金四叶花的红色绸缎，头戴时髦的筒式无沿帽。埃莉诺还带给英格兰一种新式的头巾，“戴着它，脸好像被一朵佛焰苞包围中”。
埃莉诺似乎对她的长子爱德华倾注了更多的关爱，1246年爱德华生命垂危，埃莉诺陪着他在汉普郡的修道院呆了3周多，远远超过了修道院规定的时间。 1249年，国王封爱德华为加斯科涅公爵。她最小的女儿凯瑟琳患上了一种恶性的疾病并使她致聋，当小女孩在3岁时去世，她的父母遭受了巨大的悲伤。

## 失去民心
埃莉诺是丈夫亨利忠贞的配偶，但在她的随从中有太多自己的亲戚，她对国王的影响和她与英格兰贵族的不和造成了许多摩擦。埃莉诺致力于亨利的事业，她坚定地与西蒙·德·孟福尔伯爵斗争，为了亨利在法国筹建军队。1263年7月13日，埃莉诺在泰晤士河上乘船时遭到了伦敦市民的袭击。埃莉诺始终对伦敦人反感，伦敦人也同样对她怀有敌意。为了报复，她以部分市民拖欠对王后的贡金为由征收罚款，罚款中有十分之一流向了她本人。除此之外她还对各种细小的原因征收了罚款。后来因为担心自己像当时乘船一样被市民丢石子、砖块、烂泥、臭鸡蛋和菜叶，埃莉诺得到了伦敦市长托马斯·菲茨托马斯的帮助，得以在伦敦主教家里避难。
1272年亨利三世逝世，其子爱德华即位，即为爱德华一世。埃莉诺在英国成为王太后後，抚养她的孫兒——爱德华的儿子亨利和女儿埃莉诺、贝娅特莉丝的儿子约翰。1274年，當孫兒亨利在埃莉诺眼前去世时，她遭受了极大的哀痛。次年她的两个女儿也先后去世。
埃莉诺退隐到了修道院，然而仍然与爱德华一世和姐姐法國王后玛格丽特保持着联系。
1291年6月24或25日埃莉诺在英国索尔兹伯里以北约八英里的埃姆斯伯里去世，1291年9月11日葬于埃姆斯伯里大修道院，她的心脏被埋在了伦敦方济会修道院。她是唯一没有葬所标志物的英格兰王后。